# Saint-Étienne-de-Fursac
Pour les articles homonymes, voir Saint-Étienne (homonymie).
Saint-Étienne-de-Fursac (Furçac en occitan marchois) est une ancienne commune française située dans le canton du Grand-Bourg, le département de la Creuse et la région Nouvelle-Aquitaine.
Saint-Étienne-de-Fursac et Saint-Pierre-de-Fursac sont des communes jumelles. En effet, leurs chefs-lieux, autrefois nettement séparés, sont aujourd'hui réunis pour ne former qu'un bourg. Pour les locaux, il ne s'agit ni de Saint-Pierre, ni de Saint-Étienne, mais de Fursac.
Les deux églises ne sont distantes que d'environ 200 mètres et le même bâtiment accueille les deux mairies reliées par la salle des fêtes, l'horloge extérieure marquant la limite entre les deux communes.

## Géographie
La commune, au pied du Massif central, est surplombée par le puy de Forêt (442 mètres) à partir duquel s'étend une chaîne avec des pics de 424 mètres à Crépiat et 471 mètres à la limite communale près du Bois-Neuf.
Le territoire communal est arrosé par la rivière Gartempe qui est alimentée par le Peyroux dans lequel se jettent les ruisseaux de Crépiat et de Beauvais. Le sol, soit granitique, soit argileux, est imperméable donnant naissance à un ruisseau dans chaque dépression. L'Ardour, affluent de la rive gauche de la Gartempe, traverse aussi le territoire de la commune.
Le sol et le sous-sol sont formés de roches siliceuses avec des granites dans la vallée de la Gartempe et les collines qui la bordent. La vallée du Peyroux est constituée de granulites. Le reste du sol étant composé de gneiss et micaschistes.

### Communes limitrophes
| Saint-Pierre-de-Fursac (Fursac) | Saint-Priest-la-Feuille | Chamborand     |
| Folles (Haute-Vienne)           | Saint-Étienne-de-Fursac | Le Grand-Bourg |
| Laurière (Haute-Vienne)         | Arrènes                 | Marsac         |

### Villages, lieux-dits et hameaux
Ci après est établie la liste des villages et lieux-dits, de la commune de Saint-Étienne-de-Fursac, avec leur orthographe actuelle suivie, en italique, de la forme la plus ancienne attestée avec sa date :
| - Ansanes, Enzanes, 1689 - Beauvais, Beauvoix, 1539 - Belleville, 1540 - Le Bois-aux-Arrêts, Bosco Ary, 1128, - La Bussière, La Buxiere, 1694 - La Chaise, La chieze, 1530 - Chambette - Châtenet, Chastanet, 1539 - Les Côtes (ancien village) - Crépiat, Crespiat, 1539, - La Gasne, La Gâne, jusqu'en 1902 (ancien village) - Gaulières (lieu), faisait partie de Saint-Étienne alors que le moulin de Gaulières de Saint-Pierre, aujourd'hui les deux lieux appartiennent à Saint-Pierre-de-Fursac - La Grange, jusqu'en 1902 (ancien village) - Lachérade, La Cheyrade, 1530 parfois orthographié en deux mots : La Chérade - Lacour, (Dominus de) la Court (prope burgum Salaniaci) , 1321 - La Lande - Laprade, 1737 parfois orthographié en deux mots : La Prade - Laroberterie, La Robarterie, 1541 parfois orthographié en deux mots : La Roberterie - La Saunerie, La sounerie, XVe siècle - Lascaugiraud, Las Coutz Giraudz, 1530 - Lasroudeaux, Laroudaud, 1737 | - Laugère, jusqu'en 1902 (ancien village), - Loeil, Petrus de Oculo, 1457 - Longvert, Lonvert, 1616 - Marliannes, Marlhanes, 1539 - Les Meides, Les Mesdes, 1616 - Montfromage, Maufromage, Mauformage, 1539 - Montigoux, Mansus de Montigo, 1248 - Le Moulin du Temple (La Papeterie), 1892 - Les Moulines, créé en 1865 - Les Nadauds, créé en 1911 - Neuville-Bateau, Neuville, 1539 - Pallet, Palet, 1737 - Paulhac, Paoliaco, VIIe siècle était une commune indépendante et une commanderie d'origine templière. - Les Pelles (ancien village) - Le Petit Neyrat, Neyrac, 1539 - Les Pradeaux, créé après le partage du domaine de Beauvais - Le Puy Gerbon, 1892 - Le Puy-la-Croix, jusqu'en 1892 (ancien village) - La Rivaille, 1737 - Les Roches, créé en 1846 - Serveillannes, Servelhanes, 1539 - Les Vergnes, Les Viergnes, Las Vergnhas, 1541 |

## Histoire
La commune fait partie du diocèse de Limoges et de l'ancien archiprêtré de Rancon. Elle faisait partie de la province du Limousin, de la généralité et de la sénéchaussée de Limoges. Durant la Révolution elle s'est renommée Fursac-Libre ou Bas-Fursac, dans le canton révolutionnaire de Le Grand-Bourg, district révolutionnaire de La Souterraine.
Au début de la Révolution, Saint-Étienne-de-Fursac absorbe la commune voisine de Lauzarais, puis celle de Paulhac en 1825.

### Les Templiers et les Hospitaliers
C'est une ancienne paroisse et seigneurie de l'ordre du Temple puis des Hospitaliers de l'ordre de Saint-Jean de Jérusalem plus connue sous le nom de commanderie de Paulhac.
L'église de la décollation de Saint-Jean-Baptiste (XIIIe siècle) et la chapelle Saint-Fiacre (XVe siècle) sont les églises de la commanderie.

### Toponymie
Saint-Étienne-de-Fursac a eu diverses dénominations au cours du temps : Ferruciaco, Ferrucia, Firruciac (monnaies, VIIe siècle),
Vicaria Firciacense (charte de l'an 960),
Ecclesia sancti Stephani de Furciaco (cartulaire de Bénévent, vers 1090),
Parrochia Sancti Stephani de Fursac (acte de 1250),
Parrochia Furciaci-inferioris (collection Gaignières, tome 186, p. 123, 1264),
Ecclesia beati Stephani de Fursat (cartulaire O. Domina, p. 70 vo, archives de la Haute-Vienne, 1292),
Burgus de Fursaco (Pierre d'Hozier, registre III, généalogie de Chamborant, p. 42, 1457) et,
Fursac (registre de Guarin, 1539-1542).
Selon l'abbé Louis Dubreuil, Fursac tire son étymologie de Forum sacrum, Forsac, Fursac, c'est-à-dire lieu sacré, ville sainte indiquant que Fursac était un centre de dévotion. Il est plus vraisemblable que le nom de Fursac soit d'origine gallo-romaine, formé de la même manière que beaucoup d'autres toponymes avoisinants, de la racine Furs désignant le patronyme d'un homme et du suffixe -acus indiquant que ce dernier est le propriétaire du domaine.
Une autre suggestion prétend que Fursac (fursa) provient de fur (« direction » en germanique) et sa (« cité ») soit la cité des directions (7 directions à Fursac[à définir]) ; même étym. que Fursannes (direction des sannes ou sagnes, des marécages).
Durant la Révolution, la commune porte, de prairial de l'an II à pluviôse de l'an IV, le nom de Fursac-Libre puis, de nivôse de l'an IV à fructidor de l'an IV, celui de Le Bas-Fursac.

## Politique et administration

### Député et conseiller général
Saint-Étienne-de-Fursac appartenait à la 1re circonscription composée des cantons de Bénévent-l'Abbaye, Bonnat, Bourganeuf, Dun-le-Palestel, Le Grand-Bourg, Guéret-Nord, Guéret-Sud-Est, Guéret-Sud-Ouest, Saint-Vaury et La Souterraine jusqu'aux élections de juin 2012.
Depuis le redécoupage des circonscriptions législatives françaises de 2010, la Creuse ne comporte plus qu'une seule circonscription. 
Lors des élections législatives françaises de 2012, Michel Vergnier qui était le député (PS) de la 1re circonscription depuis 1997 a été élu député de la Creuse face à Jean Auclair qui était le député (UMP) de la deuxième circonscription.
Le conseiller général du canton du Grand-Bourg  est Didier Bardet (PS) depuis 2011.

### Liste des maires
Jusqu'en 1894, Saint-Étienne-de-Fursac n'avait pas de bâtiment dévolu à la fonction de mairie. Le secrétariat était assuré personnellement par le maire, et les réunions des conseillers se tenaient à son domicile où étaient conservés les registres et archives de la commune.
En 1842 la mairie est installée chez la veuve Jabely, cabaretière, et en 1853 l'instituteur devient secrétaire de mairie afin de retirer les registres du cabaret. En 1880 la mairie prend place chez M. Villedieu, au-dessus d'une écurie, dans un bâtiment servant d'auberge et café. En 1885, elle est déplacée chez M. Lafaye, alors maire, à cause des émanations odoriférantes chevalines. En 1891, la famille Rogues vend sa maison, construite vers 1790 par Pierre-Léonard Rogues, à la commune. Après des travaux de transformation, elle devient, en 1894, la mairie et l'école de garçons.
| Période | Période  | Identité              | Étiquette | Qualité                      |
| ------- | -------- | --------------------- | --------- | ---------------------------- |
| 1790    | 1793     | Pierre-Léonard Rogues |           | avocat                       |
| 1793    | 1800     | Pierre Dumaine        |           |                              |
| 1800    | 1830     | Pierre-Léonard Rogues |           |                              |
| 1830    | 1837     | Léonard Dubois        |           | chirurgien                   |
| 1837    | 1848     | Alexis Tanchon        |           | juge de paix                 |
| 1848    | 1862     | André Rogues          |           |                              |
| 1862    | 1865     | Adrien Rogues         |           |                              |
| 1865    | 1871     | Alfred Bernard        |           | notaire                      |
| 1871    | 1878     | Gustave Vénassier     |           | médecin                      |
| 1878    | 1881     | Emmanuel Lacoste      |           | commerçant                   |
| 1881    | 1887     | François Lafaye       |           | commerçant                   |
| 1887    | 1896     | Elie Clémençaux       |           | notaire                      |
| 1896    | 1900     | François Mettoux      |           | instituteur                  |
| 1900    | 1912     | Elie Clémençaux       |           |                              |
| 1912    | 1919     | François Mettoux      |           |                              |
| 1919    | 1925     | Eugène Lafaye         |           | charcutier                   |
| 1925    | 1945     | Louis Dudrut          |           | cultivateur                  |
| 1945    | 1971     | René Navarre          |           | cultivateur                  |
| 1971    | 1989     | Louis Jannot          | DVG       | cultivateur                  |
| 1989    | 2001     | Lucien Trimoulet      |           | employé coopérative agricole |
| 2001    | 2008     | Elie Malty            |           | retraité SNCF                |
| 2008    | En cours | Michel Monnet         | DVD       | retraité gendarmerie         |

### Élections municipales 2008
Deux listes sans étiquette se sont présentées lors du 1er tour des élections municipales le 9 mars 2008.
Au 1er tour, 5 conseillers de chaque liste ont été élus et un 2e tour a eu lieu le 16 mars pour élire les 5 conseillers restants. À la suite de ces élections, Michel Monnet a été élu maire de la ville.

## Population et société

### Démographie

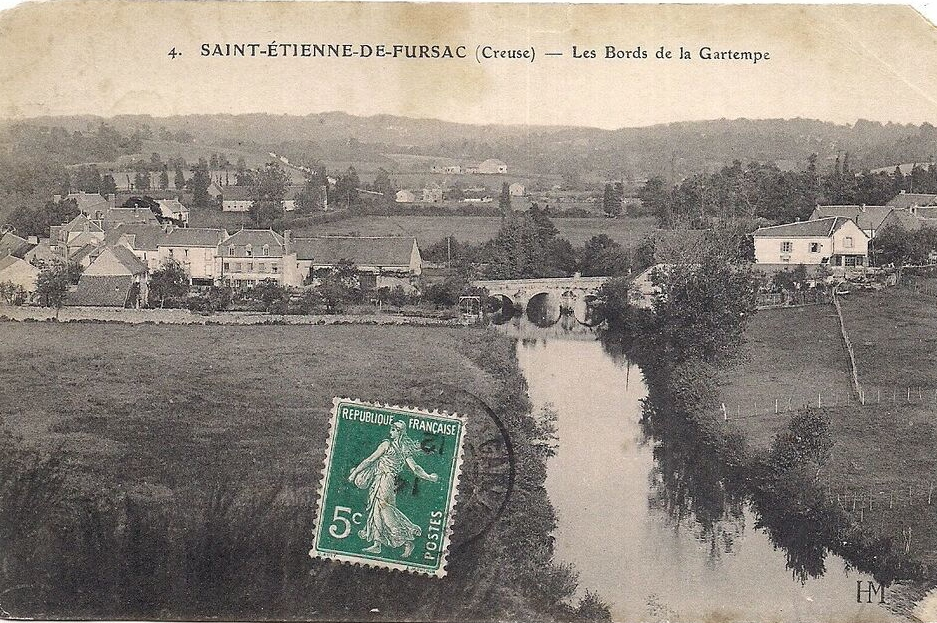
Carte postale du village vers 1910.

Les recensements n'existant pas sous l'Ancien Régime, le chanoine Lecler a pu, grâce au nombre de communiants, évaluer, vers 1789, à 2400 le nombre d'habitants sur la paroisse de Saint-Étienne-de-Fursac (76 hab./km²) et à 300 celui de la paroisse de Paulhac.

L'évolution du nombre d'habitants est connue à travers les recensements de la population effectués dans la commune depuis 1793. À partir du 1er janvier 2009, les populations légales des communes sont publiées annuellement dans le cadre d'un recensement qui repose désormais sur une collecte d'information annuelle, concernant successivement tous les territoires communaux au cours d'une période de cinq ans. 
Pour les communes de moins de 10 000 habitants, une enquête de recensement portant sur toute la population est réalisée tous les cinq ans, les populations légales des années intermédiaires étant quant à elles estimées par interpolation ou extrapolation. Pour la commune, le premier recensement exhaustif entrant dans le cadre du nouveau dispositif a été réalisé en 2008,.
En 2014, la commune comptait 790 habitants, en évolution de −6,84 % par rapport à 2009 (Creuse : −2,43 %, France hors Mayotte : +2,49 %).
| 1793  | 1800  | 1806  | 1821  | 1831  | 1836  | 1841  | 1846  | 1851  |
| ----- | ----- | ----- | ----- | ----- | ----- | ----- | ----- | ----- |
| 1 528 | 1 576 | 1 540 | 1 647 | 1 843 | 1 950 | 1 945 | 2 015 | 2 051 |

| 1856  | 1861  | 1866  | 1872  | 1876  | 1881  | 1886  | 1891  | 1896  |
| ----- | ----- | ----- | ----- | ----- | ----- | ----- | ----- | ----- |
| 1 998 | 2 029 | 2 140 | 2 117 | 2 170 | 2 294 | 2 380 | 2 339 | 2 343 |

| 1901  | 1906  | 1911  | 1921  | 1926  | 1931  | 1936  | 1946  | 1954  |
| ----- | ----- | ----- | ----- | ----- | ----- | ----- | ----- | ----- |
| 2 227 | 2 067 | 1 968 | 1 789 | 1 630 | 1 577 | 1 528 | 1 416 | 1 295 |

| 1962  | 1968  | 1975 | 1982 | 1990 | 1999 | 2008 | 2013 | 2014 |
| ----- | ----- | ---- | ---- | ---- | ---- | ---- | ---- | ---- |
| 1 248 | 1 084 | 882  | 904  | 843  | 816  | 849  | 793  | 790  |

### Manifestations culturelles et festivités
En juillet a lieu le festival LézArt vert,.

## Équipements et Services

### Scolarité
Il y a une école primaire (école Félix Chevrier) de 4 classes et une école maternelle de 2 classes, elles accueillent aussi les enfants de la commune de Saint-Pierre-de-Fursac qui n'a pas d'école.
Pourtant bizarrement, d'après le cadastre elle semble être sur le territoire de Saint-Pierre.
Pour le secondaire, les élèves vont au collège, puis au lycée à La Souterraine.

### Poste
Le bureau de poste est commun aux deux communes, mais situé sur le territoire de Saint-Étienne.

## Lieux et monuments

### Patrimoine religieux
Saint Étienne de Fursac possède deux églises, l'une dans le bourg :
- l'église Saint-Étienne, sans vraiment d'unité de style.

l'autre à Paulhac :
- l'église de la décollation de Saint-Jean-Baptiste (XIIIe siècle)  et la chapelle Saint-Fiacre (XVe siècle). L'édifice est classé au titre des monuments historiques en 1938[17].
- Croix de Saint Léobon située entre les villages de La Chaise-Nadaud et Lascaugiraud

### Patrimoine civil
- Fontaine-Lavoir à Neuville-Bateau, site restauré en 2012 ;
- Fontaine souterraine à Paulhac.

### galerie de photos

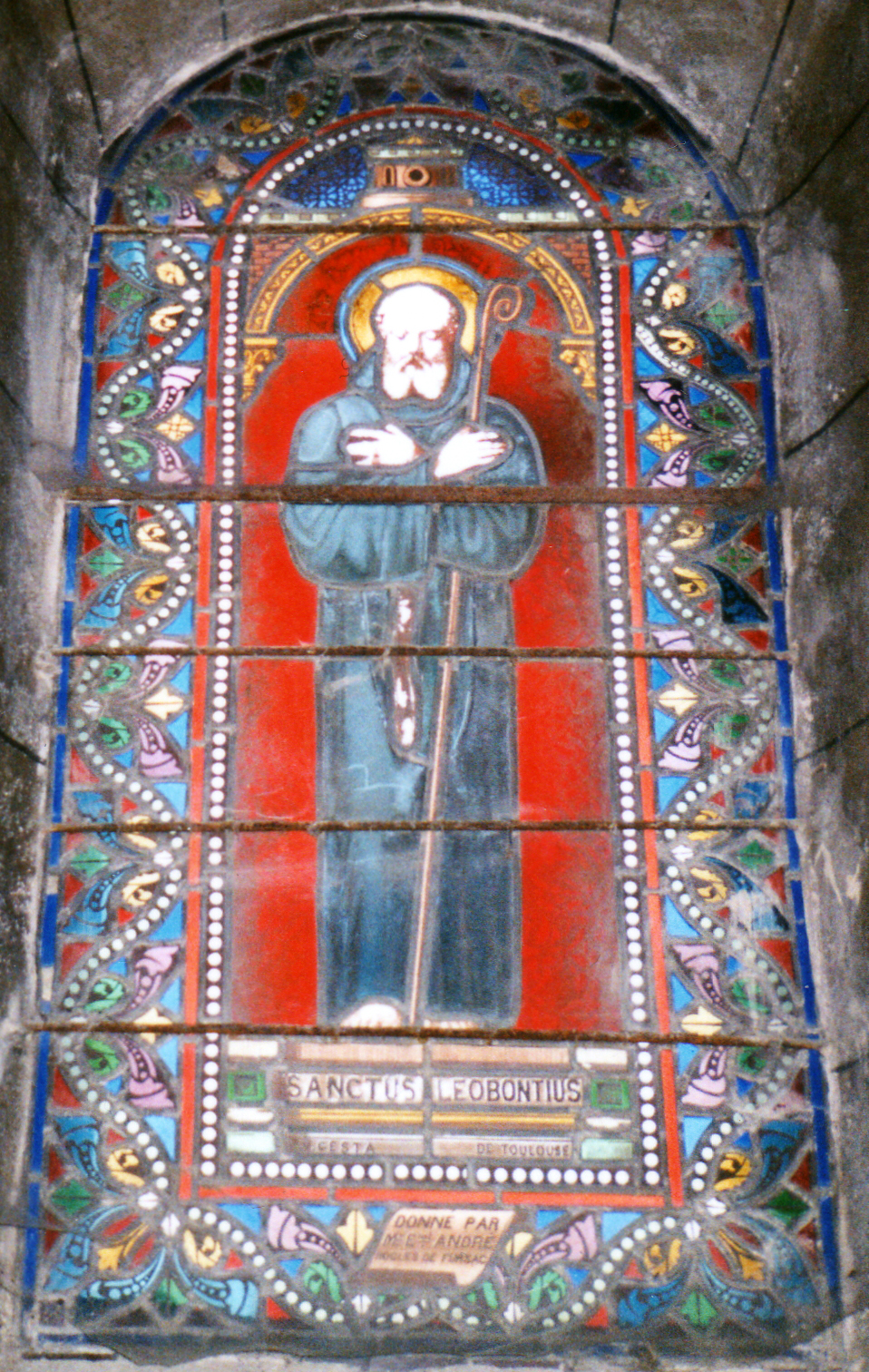
vitrail de Saint-Léobon dans l'église du bourg de Saint-Étienne-de-Fursac
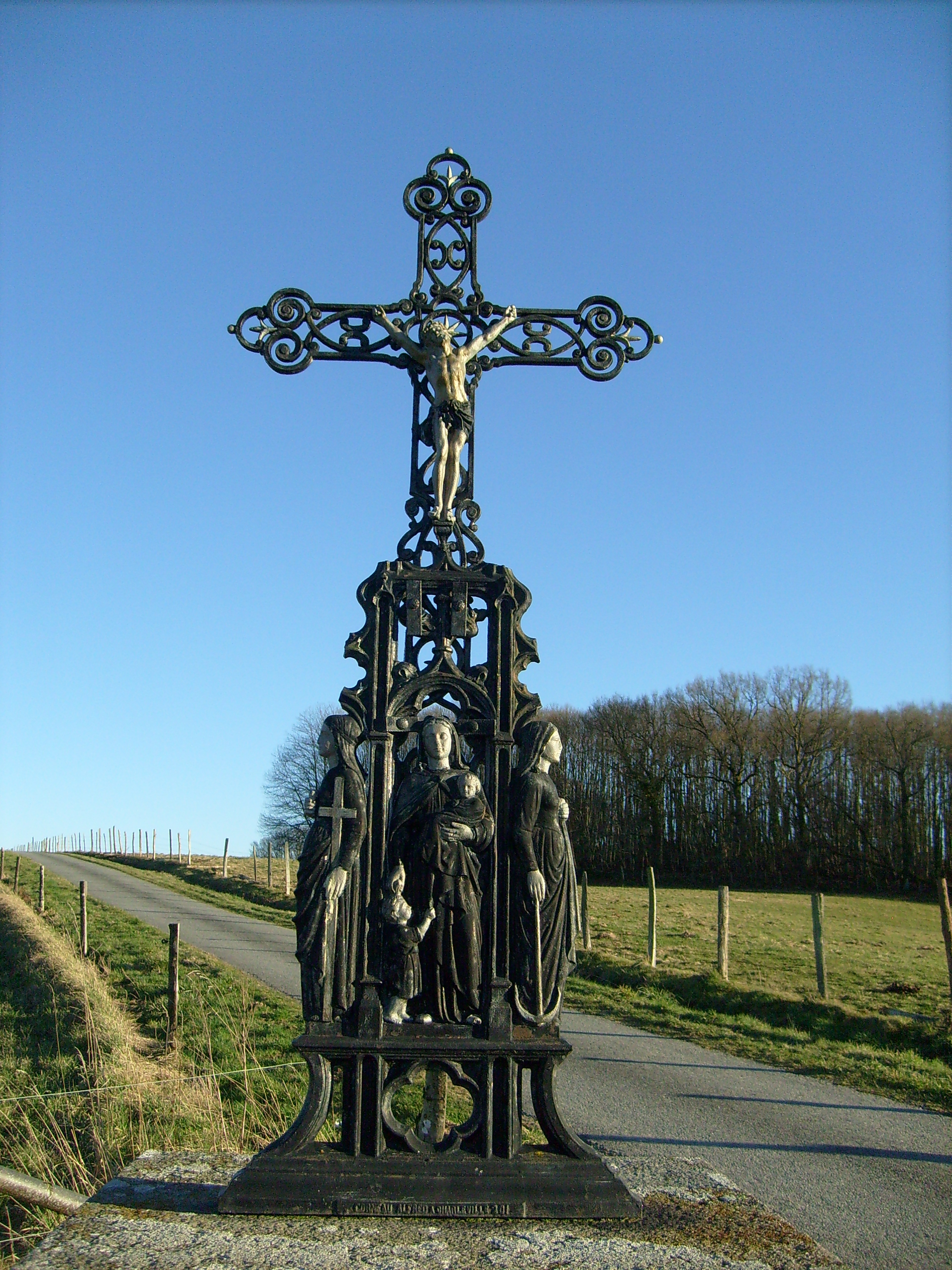
Croix de St Léobon
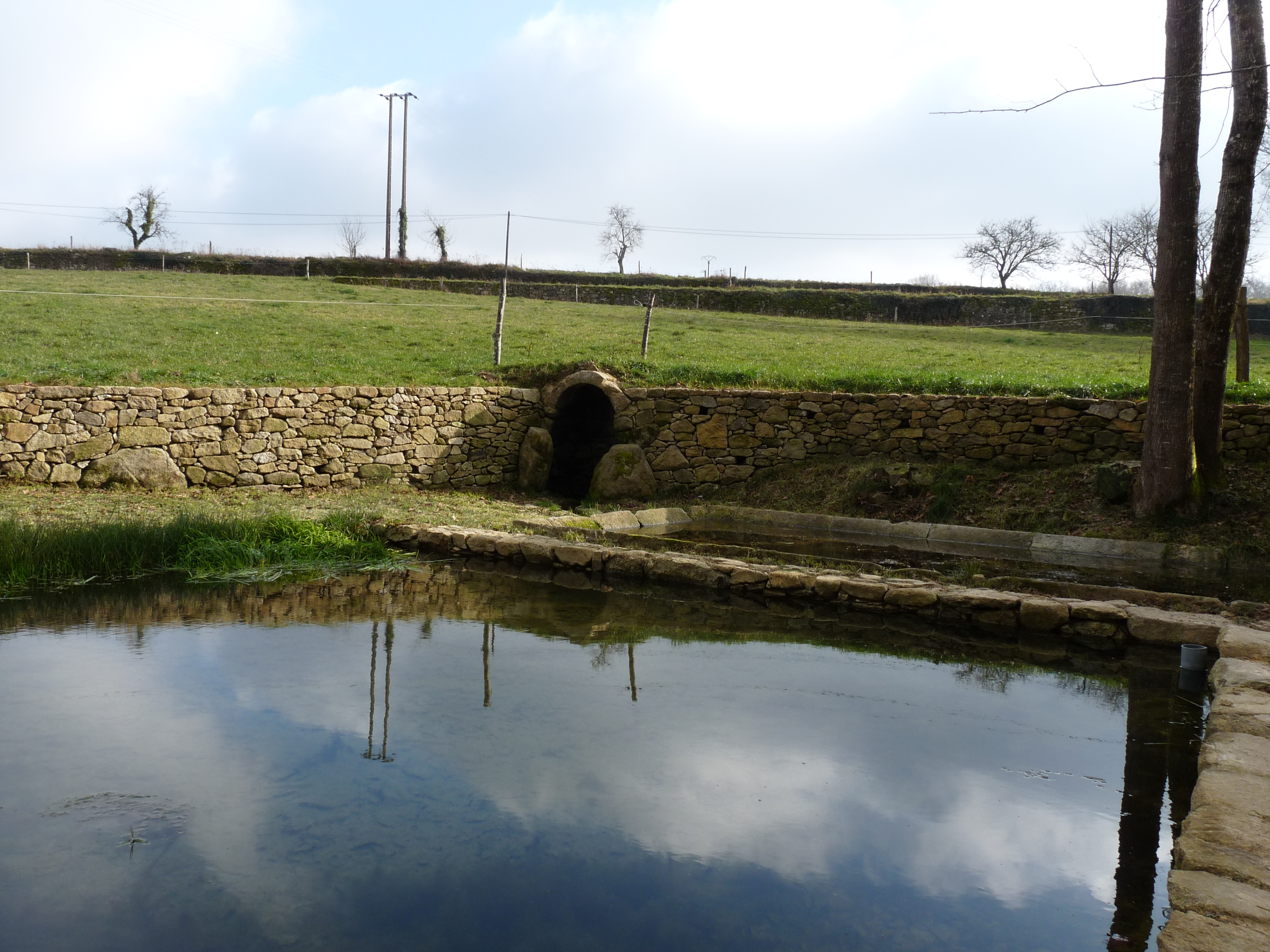
Fontaine-lavoir de Neuville-Bateau
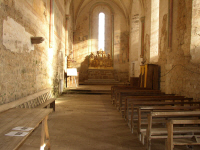
Nef de l'église Saint Jean-Baptiste de la Décollation.

## Personnalités liées à la commune
- Philibert de Naillac, fut le 34e grand maître des Hospitaliers de l'ordre de Saint-Jean de Jérusalem de 1396 à sa mort, en 1421, fils de Périchon de Naillac, vicomte de Bridiers, seigneur de Naillac et autres lieux. Admis comme chevalier dans la langue d'Auvergne, il sera successivement commandeur de Paulhac (Saint-Étienne-de-Fursac), et bailli de Lureuil (actuelle Indre) avant 1374. Fait assez exceptionnel, les Hospitaliers du prieuré d'Aquitaine l'éliront à leur tête en 1390, et Naillac quittera ainsi la langue d'Auvergne pour celle de France, dont faisait partie la province d'Aquitaine.
- Saint Léobon de Salagnac est un ermite né à la fin du Ve siècle à Fursac, dont il est le patron.